# Radziszkowo
Radziszkowo – nieoficjalna osada wsi Rusinowo w Polsce położona w województwie zachodniopomorskim, w powiecie sławieńskim, w gminie Postomino.
Miejscowość wchodzi w skład sołectwa Rusinowo.
W latach 1975–1998 miejscowość administracyjnie należała do województwa słupskiego.